# Прапор Сомаліленду
Сучасний Прапор Сомаліленду, колишньої британської частини Сомалі, був прийнятий 14 жовтня 1996 р., після затвердження національною конференцією. Держава Сомаліленд, яка проголосила незалежність 18 травня 1991 р., досі не визнана жодною країною світу.
На зеленій смузі зображена Шахада білого кольору. Така ж зображена на прапорі Саудівської Аравії. Біла смуга містить чорну п'ятипроменеву зірку, що символізує п'ять регіонів, в яких живуть Сомалійці. П'ятьма регіонами є: Британський Сомаліленд, Італійський Сомаліленд, Французький Сомаліленд (Джибуті), Огаден (Ефіопія) і північний схід Кенії. Нижня смуга прапору забарвлена червоним кольором
З конституції республіки Сомаліленд, прийнятої на референдумі від 31 травня 2001 р.:
Стаття 7: Прапор, Герб і Державний Гімн
1. Прапор республіки Сомаліленд складається з трьох горизонтальних паралельних смуг рівної ширини. Верхня смуга — зеленого кольору з арабським написом білого кольору La Ilaaho Ila-Allaah Muhammad Rasuulah-Allaah (немає божества, крім Бога (Аллаха) і Мухаммед пророк його). Середня смуга білого кольору з чорною п'ятипроменевою зіркою посередині. Нижня смуга має червоний колір.

## Символи прапора
- Зелений — Добробут
- Білий — Світ
- Червоний — Кров героїв, полеглих в боротьбі за свободу.
- Шахада — Іслам
- Чорна зірка — Вираз мрії про велике Сомалі.

## Британський Сомаліленд
У лютому 1884 територія колишнього єгипетського Сомаліленду перейшла під контроль Великої Британії і в 1887 році отримала офіційну назву Британський Сомаліленд (Британське Сомалі), який, як протекторат Британії, увійшов до складу Британської імперії. У 1903 році, подібно багатьом країнам Співдружності націй, був введений синій (англійський) кормовий прапор (синє полотнище з прапором Великої Британії у крижі) з емблемою Британського Сомаліленду на білому колі у вільній частині прапора. На емблемі було зображено антилопу Куду, поширену в цих місцях.
Прапор піднімався на урядових будівлях у Британському Сомаліленді і на щоглі кораблів, приписаних до нього.
У 1950 році була введена нова емблема для протекторату, що спричинило за собою заміну всіх прапорів з її зображенням. Вгорі емблеми зображення голови Куду, яке дивиться прямо, між рогами якої розташована корона, що символізує як Британську королівську династію, так і Британську імперію в цілому. Внизу зображено гербовий щит, у верхній частині якого на золотому полі два перехрещених списа вістрями вниз, в центрі на них накладено щит. Нижня частина гербового щита розсічена надвоє. У правій зеленій частини зображений білий мінарет, у синій: вгорі — пливе по хвилях аравійський вітрильник; внизу — золотий якір.
26 червня 1960, після надання Великою Британією незалежності Британському Сомалі, утворено державу Сомаліленд, яка через шість днів об'єдналася з Італійським Сомалі в нову державу — Республіку Сомалі.

Прапор Великої Британії 1884 — 1903
Прапор Британського Сомаліленду 1903 — 1950
Прапор Британського Сомаліленду 1950 — 26 червня 1960
Прапор Сомаліленду 26 червня 1960 — 1 липня 1960
Прапор Сомаліленду 18 травня 1991 — 14 жовтня 1996